# Lorenz Hilkes
Lorenz Hilkes (Amern, 31 augustus 1950) is een Duitse voormalig voetballer.

## Loopbaan
De spits begon zijn profcarrière in 1973 bij Borussia Mönchengladbach, waar hij echter moest concurreren met Jupp Heynckes, veelvuldig topscorer en Duits international. Hilkes kwam niet echt aan de bak en werd in de loop van het seizoen 1973/74 uitgeleend aan FC VVV. Bij zijn profdebuut op 9 december 1973 scoorde hij daar direct een doelpunt in een thuiswedstrijd tegen Helmond Sport (1-1). In Venlo kende hij een redelijk succesvolle periode met 14 doelpunten in 21 wedstrijden.
Hierna keerde hij terug naar Borussia Mönchengladbach, waar hij in 1974 vijf competitieduels en een UEFA-cupwedstrijd speelde voor de latere landskampioen en winnaar van de UEFA Cup. Een vaste stek in het eerste elftal zat er echter niet in. Daarom vertrok Hilkes eind november alweer, ditmaal naar het laaggeklasseerde VfB Stuttgart waarmee hij uiteindelijk zou degraderen.
Hilkes bleef aanvankelijk in Stuttgart, maar vertrok in de loop van het seizoen 1975/76 naar SpVgg Fürth. Daar groeide hij in het seizoen 1976/77 uit tot clubtopscorer met 14 goals in 35 wedstrijden.
In het seizoen 1977/78 maakte hij zijn rentree bij FC VVV, waar hij anderhalf jaar speelde. Aan het einde van het seizoen 1978/79 trok Hilkes, net zoals veel Europese voetballers, naar Noord-Amerika om in de lucratieve North American Soccer League te gaan spelen, voor Edmonton Drillers. De aanvaller maakte tussentijds nog een kort uitstapje naar het Nederlandse FC Volendam en sloot in 1984 zijn actieve loopbaan uiteindelijk af bij San Diego Sockers.
Hilkes was een spits die altijd oorlog maakte in de zestien en een dodelijk schot had. Ook had hij gevoel voor humor. Op weg naar de training bij VVV werd hij eens aan de grens aangehouden. Of hij wapens bij zich had?, vroeg een douanier. “Ja, meine Füsse!”, antwoordde Hilkes met een stalen gezicht.

## Profstatistieken
| Seizoen         | Club                     | Competitie      | Competitie | Competitie | Beker | Beker | Overige | Overige | Totaal | Totaal |
| Seizoen         | Club                     | Competitie      | Wed.       | Dlp.       | Wed.  | Dlp.  | Wed.    | Dlp.    | Wed.   | Dlp.   |
| --------------- | ------------------------ | --------------- | ---------- | ---------- | ----- | ----- | ------- | ------- | ------ | ------ |
| 1973/74         | Borussia Mönchengladbach | Bundesliga      | 0          | 0          | 0     | 0     | 0       | 0       | 0      | 0      |
| 1973/74         | → FC VVV                 | Eerste divisie  | 21         | 14         | 0     | 0     | —       | —       | 21     | 14     |
| 1974/75         | Borussia Mönchengladbach | Bundesliga      | 5          | 0          | 0     | 0     | 1       | 0       | 6      | 0      |
| 1974/75         | VfB Stuttgart            | Bundesliga      | 8          | 1          | 0     | 0     | —       | —       | 8      | 1      |
| 1975/76         | VfB Stuttgart            | 2. Bundesliga   | 4          | 0          | 1     | 1     | —       | —       | 5      | 1      |
| 1975/76         | SpVgg Fürth              | 2. Bundesliga   | 23         | 7          | 2     | 3     | —       | —       | 25     | 10     |
| 1976/77         | SpVgg Fürth              | 2. Bundesliga   | 35         | 14         | 1     | 0     | —       | —       | 36     | 14     |
| 1977/78         | FC VVV                   | Eredivisie      | 30         | 12         | 1     | 0     | 6       | 2       | 37     | 14     |
| 1978/79         | FC VVV                   | Eredivisie      | 22         | 3          | 1     | 0     | —       | —       | 23     | 3      |
| 1979            | Edmonton Drillers        | NASL            | 21         | 13         | —     | —     | —       | —       | 21     | 13     |
| 1979/80         | → FC Volendam            | Eerste divisie  | 8          | 0          | 0     | 0     | —       | —       | 8      | 0      |
| 1980            | Edmonton Drillers        | NASL            | 13         | 2          | —     | —     | —       | —       | 13     | 2      |
| 1981            | San Diego Sockers        | NASL            | 24         | 7          | —     | —     | —       | —       | 24     | 7      |
| 1982            | San Diego Sockers        | NASL            | 26         | 11         | —     | —     | —       | —       | 26     | 11     |
| 1983            | San Diego Sockers        | NASL            | 10         | 3          | —     | —     | —       | —       | 10     | 3      |
| 1984            | San Diego Sockers        | NASL            | 4          | 0          | —     | —     | —       | —       | 4      | 0      |
| Carrière totaal | Carrière totaal          | Carrière totaal | 254        | 87         | 6     | 4     | 7       | 2       | 267    | 93     |